# Tichon (Hollósy)
Tichon Hollósy (obč. jménem Tibor Hollósy, 9. ledna 1948, Bocsárlapujtô – 4. července 2017, Héraklion, Kréta) byl slovenský pravoslavný biskup maďarského původu. Titulární biskup komárenský, vikární biskup prešovské pravoslavné eparchie.

## Život
Pocházel z nepravoslavné rodiny, usazené v Maďarsku v okolí Budapešti, nicméně s pravoslavím měl určitý kontakt již od dětství. Po vystudování Slovenského gymnázia v Budapešti studoval v témže městě na Ekonomické univerzitě. Studia ukončil jako promovaný ekonom v roce 1971. Následně pracoval jako ekonom pro Maďarské státní železnice. V roce 1985 konvertoval k pravoslavné církvi a začal hledat možnost přijmout mnišství. V roce 1990 vycestoval do Itálie, kde zahájil první část formace k mnišství (tzv. poslušenství). Dne 3. dubna 1993 přijal v polském Monastýru sv. Onufria v Jableczne mnišské postřižiny se jménem Tichon. Souběžně v letech 1991–1998 studoval teologii v Prešově.
Záhy po přijetí mnišství přijal diákonské a posléze kněžské svěcení. Od roku 1993 začal působit v pravoslavné duchovní správě na západě Slovenska. Působil jako západoslovenský arciděkan v Bratislavě a ve filiálních církevních obcích Bánovce nad Bebravou, Brezová pod Bradlom, Nová Baňa, Komárno, Trnava a Topolčany.
V roce 1999 byl zřízen monastýr v Komárně a Tichon Hollósy se stal jeho prvním igumenem. V roce 2006 byl zvolen vikárním biskupem prešovské eparchie s titulem biskupa komárenského. Biskupskou chirotonii mu udělil arcibiskup Kryštof se spolusvětiteli michalovsko-košickým biskupem Jánem a olomoucko-brněnským arcibiskupem Simeonem. Vladyka Tichon dále žil v monastýru v Komárně, v roce 2012 byl jedním z kandidátů na úřad prešovského pravoslavného arcibiskupa (tím byl však nakonec zvolen vladyka Rastislav (Gont)). K 1. únoru 2013 odešel na emerituru. Dne 22. února 2015 byl spolusvětitelem při biskupské chirotonii vladyky Izaiáše (Slaninky) v Brně.
Závěr života prožil na Krétě, kde byl po svém úmrtí také pohřben. Pohřební obřady proběhly 6. července 2017 v katedrálním chrámu sv. Tita v krétském Héraklionu. Českou pravoslavnou církev při nich zastupoval vladyka Izaiáš (Slaninka), vikární biskup olomoucko-brněnské eparchie a titulární biskup šumperský.